# 福字楼
福字楼，位于中国福建省光泽县崇仁乡崇仁村，清早期建， 由停轿厅、门厅、天井、大厅、后厅及附屋等组成，建筑面积830平方米。正厅规模宏伟，空间高敞；细部装饰精美。后厅围绕天井设东、西、南、北四厅，均面阔三间，当地称“十字厅”。2009年11月16日公布为第七批福建省文物保护单位。